# Штребингер, Рихард
Рихард Штребингер (нем. Richard Strebinger; 14 марта 1993, Винер-Нойштадт, Австрия) — австрийский футболист, вратарь клуба «Капфенберг».

## Клубная карьера
Штребингер начал свою карьеру в любительском клубе «Пистинг», но в 2007 году подписал первый профессиональный контракт с командой «Санкт-Пёльтен». Год спустя он перешёл в берлинскую «Герту», за которую он выступал в юношеской Бундеслиге и северной Регионаллиге. В 2010 году вместе с командой он выиграл дивизион «Север/Северо-Восток» Бундеслиги (до 17 лет), но в финальной пуле уступил в полуфинале франкфуртскому «Айнтрахту» с общим счётом 5-2. Свой первый матч во взрослых соревнованиях Рихард провёл 6 ноября 2010 года в Штернберг дебютировал в северной Регионаллиге против клуба «Вольфсбург II», завершившегося со счётом 0-2.
В 2012 году Штребингер перешёл в «Вердер». За вторую команду он сыграл свой первый матч 3 августа 2012 года  против «Вильгельмсхафена», завершившегося победой везерцев 3-1. По итогам выступлений в северной Регионаллиге в апреле 2014 года с Рихардом был продлён контракт до 2017 года.
С начала сезона 2014/15 он был переведён в первую команду и занял роль дублирующего вратаря. 7 декабря 2014 года Штребингер дебютировал в Бундеслиге, выйдя на замену на 59-й минуте в матче против «Айнтрахта», вместо получившего травму Рафаэля Вольфа; сам матч завершился поражением «Вердера» 2:5.
27 января 2015 года Штребингер был отдан в аренду в «Ян» до конца сезона 2014/15. Уже в июне Штребингер подписал контракт с венским «Рапидом» сроком на три года. А затем, в 2017 году, продлил контракт до 2022 года.